# Younion
younion _ Die Daseinsgewerkschaft (bis 2015 Gewerkschaft der Gemeindebediensteten, Kunst, Medien, Sport und freie Berufe) ist eine Teilgewerkschaft des Österreichischen Gewerkschaftsbundes (ÖGB). Sie entstand am 29. Juni 2009 aus der Fusion der Gewerkschaft der Gemeindebediensteten (GdG) und der so genannten „Kulturgewerkschaft“, der Gewerkschaft für Kunst, Medien, Sport und freie Berufe (KMSfB). Ihre Aufgabe ist die Interessenvertretung der Bediensteten der Österreichischen Städte und Gemeinden aller Bundesländer sowie von unselbstständig oder freiberuflich Tätigen und Schaffenden in den Bereichen Kunst, Medien, Bildung, Erziehung und Sport sowie der in den Berufen dieser Bereiche in Ausbildung stehenden oder bereits in Pension befindlichen Personen. Am Bundeskongress 2015 wurde der Name am 20. November in younion _ Die Daseinsgewerkschaft geändert.
Die Gewerkschaft vertritt nach eigenen Angaben rund 142.000 Mitglieder, ihre Zentrale befindet sich im neunten Wiener Gemeindebezirk. Als Vorsitzender wurde am Bundeskongress 2015 Christian Meidlinger bestätigt. Die younion führt Verhandlungen im Dienst-, Besoldungs- und Pensionsrecht. Für Mitglieder besteht ein Rechtsschutz in  arbeitsrechtlichen Angelegenheiten, die Möglichkeit finanzieller Leistungen in Notsituationen und zur Beratung in arbeitsrechtlichen Belangen.

## Fraktionen
Die größten in der younion vertretenen Fraktionen sind die Fraktion Sozialdemokratischer GewerkschafterInnen (FSG), die  Fraktion Christlicher Gewerkschafterinnen und Gewerkschafter (FCG) sowie die Namensliste Konsequente Interessenvertretung (KIV).

## Weblink
- Homepage der younion